# Vasvár
Vasvár (tyska: Eisenburg, slovenska: Železnograd) är en mindre stad i provinsen Vas i västra Ungern. Staden hade 4 059 invånare (2022), på en yta av 55,10 km².

## Historia
Medan osmanerna ockuperade större delen av Centraleuropa, kvarstod regionen norr om Balatonsjön inom Kungariket Ungern. Staden var huvudort för området Eisenburg omkring 1850. Fram till 1918, var Vasvár en del av Österrike-Ungern i provinsen Ungern, i Transleithanien efter den österrikisk-ungerska kompromissen år 1867.
Under andra världskriget intogs Vasvár den 31 mars 1945 av sovjetiska trupper från den 3:e ukrainska fronten i samband med Nagykanizsa–Körmend-offensiven.